# Roland Mark Schoeman
Pour les articles homonymes, voir Schoeman.
Roland Mark Schoeman, né le 4 juillet 1980 à Pretoria, est un nageur sud-africain spécialiste des épreuves de sprint en nage libre et papillon.

## Biographie
Né à Pretoria, Schoeman fait ses premières classes au collège Willow ridge, où il se passionne très tôt pour le cricket qui est un sport national en Afrique du Sud. Ce n'est qu'à partir de 13 ans, quand recalé par les principaux clubs de cricket de la région de Pretoria à cause de son asthme, il se découvre un intérêt pour la natation.
Bien que ne pratiquant ce sport en premier lieu que dans le but de plaire à une fille de son collège, il progresse très vite et démontre un talent certain.
Il décide à la fin de son cursus scolaire en Afrique du Sud d'intégrer une université aux États-Unis afin de bénéficier de meilleures structures d'entraînement. Son choix se porte vers l'université d'Arizona, où il bat dès ses années juniors de nombreux records NCAA. Nageur longiligne et explosif, il s'exprime principalement dans les épreuves de sprint nage libre et de papillon.

## 2000-2003: débuts internationaux contrastés
Déjà réputé dans les circuits universitaires américains et auteur de Jeux Olympiques de Sydney (Australie) prometteurs, Schoeman réalise sa première grande performance sur le plan international à 21 ans lors des Championnats du monde de natation 2001 disputés à Fukuoka (Japon) durant lesquels il remporte la médaille de bronze sur 50 mètres nage libre devancé alors par l'Américain Anthony Ervin et le Néerlandais Pieter van den Hoogenband. Il établit dans cette course le record national sur la distance en 22 s 18.
L'année suivante lors des Jeux du Commonwealth à Manchester, il termine 2e du 50 mètres papillon derrière l'Australien Geoff Huegill et surtout remporte le 50 mètres nage libre en 22 s 33 devant l'Australien Brett Hawke et l'Anglais Mark Foster.
En 2003, Schoeman réalise des championnats du monde à Barcelone (Espagne) mi-figue mi-raisin, débutant par de bonnes prestations en relais (8e) et sur 50 mètres papillon (5e), mais concluant par des contre-performances sur 50 et 100 mètres nage libre où il ne passe pas les demi-finales.

## 2004: Révélation olympique et relais en or
En 2004, Schoeman se présente aux Jeux olympiques d'Athènes (Grèce) en outsider sérieux sur 50 mètres nage libre, dont il a établi en début de saison un nouveau record national en 22 s 12.
C'est pourtant dès le premier jour avec ses coéquipiers du relais 4 × 100 m nage libre (Lyndon Ferns, Ryk Neethling et Darian Townsend) qu'il réalise l'exploit. Déjà impressionnants lors des séries, les relayeurs sud-afs remportent le premier titre olympique de leur pays en natation masculine avec record du monde à la clé. Schoeman alors premier relayeur explose le record d'Afrique en nageant 48 s 17, soit le 2e chrono de l'histoire. Performance qui le place grand favori pour le titre sur 100 mètres nage libre qui a lieu quelques jours plus tard.
Schoeman toujours aussi impressionnant dans les séries échoue pourtant en finale face au tenant du titre Pieter van den Hoogenband pour seulement 6 centièmes,, le Néerlandais l'emportant avec un chrono de 48 s 17, exactement le temps qu'avait nagé Schoeman quelques jours plus tôt.
Schoeman conclut ses Jeux par le 50 mètres nage libre, où encore favori après des séries maîtrisées, record d'Afrique à la clé (21 s 99), il ne peut rien face à Gary Hall Jr. en état de grâce (21 s 93) et au surprenant Croate Duje Draganja (21 s 94) mais accroche la médaille de bronze en 22 s 02.
Ses performances à Athènes lui valent d'être élu sportif de l'année en Afrique du Sud et nageur africain de l'année 2004.

## 2005: Confirmation éclatante à Montréal
Lors des Championnats du monde de natation 2005 disputés à Montréal (Canada), Schoeman confirme de la plus belle des manières en remportant 3 médailles individuelles dont 2 titres en 50 mètres papillon dont il établit en finale le record du monde en 22 s 96 (devant Ian Crocker 23 s 12 et Sergiy Breus 23 s 38) et sur 50 mètres nage libre en établissant cette fois-ci le record d'Afrique et des championnats avec 21 s 69 (devant Duje Draganja 21 s 89 et Bartosz Kizierowski 21 s 94). Il doit par contre se contenter de la médaille d'argent du 100 libre, s'inclinant en 48 s 28 contre l'Italien Filippo Magnini (48 s 13).
Nageur populaire et spectaculaire, il obtient une nouvelle fois la récompense de nageur africain de l'année 2005.
En décembre 2005, le Qatar, impressionné par les qualités du nageur sud-africain de 25 ans, lui propose un pont d'or de près de 3 millions de dollars afin qu'il change de nationalité sportive en vue des prochains Jeux olympiques. Très patriote, il refuse cette offre en déclarant : « Je suis aujourd’hui beaucoup moins riche que j’aurais pu le devenir. Mais je me sens terriblement honoré que l’on joue Nkosi Sikelel Afrika [l’hymne sud-africain] si je remporte la médaille d’or. ».

## 2006-: Suite de carrière
L'année suivante, les résultats mondiaux de Schoeman se répètent sur les Jeux du Commonwealth, durant lesquels il remporte les 50 mètres nage libre et 50 mètres papillon ainsi que le relais 4 × 100 m nage libre avec ses coéquipiers et accroche la médaille de bronze sur 100 mètres nage libre.
Lors de cette compétition Schoeman se fend à l'issue du 50 mètres papillon victorieux d'une déclaration qui résume bien son personnage « Je suis plus fort, plus rapide. Je suis un animal ! À la fin de la nuit je me réveille d'or ».
Une nouvelle fois élu nageur africain de l'année en 2006, Schoeman obtient grâce à ses faits d'armes en natation ainsi que pour son amour du pays la reconnaissance nationale en étant cité à l'ordre national d'Ikhamanga en argent, l'une des plus hautes distinctions en Afrique du Sud.
En 2007, lors des championnats du monde disputés à Melbourne (Australie), auteur d'un bon relais avec ses coéquipiers conclu à la 4e place à moins de 10 centièmes du podium, Schoeman conserve son titre sur 50 mètres papillon en 23 s 18, devançant une nouvelle fois Ian Crocker ainsi que le Danois Jakob Andkjaer. La suite de sa compétition est relativement décevante puisqu'il termine 7e du 100 mètres nage libre en 48 s 72, loin du duo Hayden-Magnini et seulement 7e du 50 mètres nage libre en 22 s 16, distance dont il était tenant du titre.
2008 est une année décevante pour Schoeman, qui ne parvient pas lors des sélections sud-africaines à se qualifier pour le 100 mètres nage libre des Jeux olympiques d'été de 2008 de Pékin (Chine). Sélectionné pour le relais 4 × 100 m nage libre ainsi que sur 50 mètres nage libre, lui et ses coéquipiers en relais ne peuvent rien malgré un nouveau record d'Afrique face à la supériorité de la plupart des autres pays et subissent toute la course pour la conclure à un anonyme 7e rang. Il parvient en finale du 50 mètres nage libre en fin de session mais malgré un nouveau record d'Afrique en 21 s 67, il finit loin du podium et de Cielo vainqueur en 21 s 30.
L'année suivante est dans la même lignée que la précédente pour Schoeman. Lors des Championnats du monde de natation 2009 disputés à Rome (Italie), il n'atteint aucune finale individuelle et termine avec ses équipiers, record d'Afrique à la clé, à la 5e place du relais 4 × 100 m nage libre.

## Palmarès

### Jeux olympiques
| Édition      | Épreuve          | Épreuve          | Épreuve                 | Épreuve | Épreuve | Épreuve |
| Édition      | 50 m nage libre  | 100 m nage libre | 4 × 100 m nage libre    |         |         |         |
| Sydney 2000  | 10e 22 s 41      | 15e 49 s 84      | 11e 3 min 21 s 28 (RAF) |         |         |         |
| Athènes 2004 | Bronze 22 s 02   | Argent 48 s 23   | Or 3 min 13 s 17 (RM)   |         |         |         |
| Pékin 2008   | 7e 21 s 67 (RAF) | -                | 7e 3 min 12 s 66 (RAF)  |         |         |         |
| Londres 2012 | 6e 21 s 80       | -                | 5e 3 min 13 s 45        |         |         |         |

### Championnats du monde
| Édition        | Épreuve         | Épreuve          | Épreuve         | Épreuve                | Épreuve                | Épreuve |
| Édition        | 50 m nage libre | 100 m nage libre | 50 m papillon   | 4 × 100 m nage libre   | 4 × 100 m quatre nages |         |
| Fukuoka 2001   | Bronze 22 s 18  | -                | -               | -                      | -                      |         |
| Barcelone 2003 | 17e 22 s 74     | 28e 50 s 43      | 5e 23 s 79      | 8e 3 min 18 s 79       | DQ                     |         |
| Montréal 2005  | Or 21 s 69 (CR) | Argent 48 s 28   | Or 22 s 96 (RM) | -                      | -                      |         |
| Melbourne 2007 | 7e 22 s 16      | 7e 48 s 72       | Or 23 s 18      | 4e 3 min 14 s 77       | -                      |         |
| Rome 2009      | 15e 21 s 78     | 23e 48 s 69      | 9e 23 s 18      | 5e 3 min 11 s 93 (RAF) | -                      |         |
| Shanghai 2011  | 16e 22 s 42     | -                | 9e 23 s 48      | -                      | -                      |         |
| Barcelone 2013 | 7e 21 s 85      | -                | 10e 23 s 25     | -                      | -                      |         |

### Championnats d'Afrique
| Édition      | Épreuve         | Épreuve          | Épreuve | Épreuve | Épreuve | Épreuve |
| Édition      | 50 m nage libre | 100 m nage libre |         |         |         |         |
| Nairobi 1998 | Or              | Argent 52 s 22   |         |         |         |         |

## Records

### Bassin de50m
- Ancien recordman du monde du 50 m papillon, en 22 s 96, le 25 juillet 2005 à Montréal  Canada
- Record du monde du relais 4 × 100 m nage libre, en 3 min 13 s 17 le 15 août 2004 à Athènes  Grèce lors de la finale des Jeux olympiques ; le relais est composé de Roland Mark Schoeman, Lyndon Ferns, Darian Townsend et Ryk Neethling

### Bassin de25m
- Ancien recordman du monde du 50 m nage libre, en 20 s 30, le 8 août 2009 à Pietermaritzburg  Afrique du Sud

- Ancien recordman du monde du 100 m nage libre, en 46 s 25, le 22 janvier 2005 à Berlin  Allemagne